# 2003 год в Канаде
2003 год в истории Канады.

## События с датами

### Август
- 14 августа между 15:45 и 16:15 по стандартному восточному времени (23:45 и 0:15 по московскому времени) зафиксирована авария в энергосистеме США и Канады. Около 10 млн канадцев (примерно треть населения) остались без электричества.

### Сентябрь
- 29 сентября на побережье Новой Шотландии и Острова Принца Эдуарда обрушился тропический ураган второй категории Хуан. Ураган унёс жизни 8 человек, ущерб оценивается в 300 млн канадских долларов.

## Спорт
- 15 июня в Монреале на автодроме имени Жиля Вильнёва состоялся Гран-при Канады соревнований Формула-1. Победителем стал Михаэль Шумахер из команды Феррари, призёрами — Ральф Шумахер и Хуан Пабло Монтойя из команы Уильямс-БМВ.

## Персоналии

### Умерли
- 20 января — Билл Вербенюк (р.1947), игрок в снукер
- 31 марта — Гарольд Коксетер (р.1907), канадский математик английского происхождения
- 9 апреля — Ричард Дойл (р.1923), журналист, редактор
- 26 апреля — Розмари Браун (р.1930), политик
- 15 июня — Хьюм Кронин (р.1911), актёр и сценарист
- 16 июля — Кэрол Шилдс (р.1935), писательница и поэтесса
- 8 сентября — Жаклин Линецки (р.1986), актриса
- 13 октября — Бертрам Брокхауз (р.1918), физик, лауреат Нобелевской премии
- 24 ноября — Хью Кеннер (р.1923), канадский и американский историк литературы, литературный критик, преподаватель
- 16 декабря — Роберт Стэнфилд (р.1914), политик